# Kees Schuurman
C.J. (Kees) Schuurman (Alphen aan den Rijn, 5 juli 1898 – Amsterdam, 18 november 1979) was een Nederlands bacterioloog-hygiënist, psychiater en schrijver.

## Levensloop
Schuurman doorloopt het gymnasium A & B in Den Haag en promoveert na zijn medische studie te Leiden op het onderwerp de bacteriofaag. In november 1925 doet hij artsexamen. Hij studeert een jaar aan het Pasteur-instituut te Parijs.
Van 1927 tot 1936 is hij werkzaam als bacterioloog-hygiënist in Indonesië. In januari 1935 wordt hij benoemd tot privaat-docent in de virologie aan de Geneeskundige Hogeschool te Batavia, nu Jakarta.

## Psychische hygiëne
In 1936 keert hij terug naar Nederland, waar hij psychiatrie studeert. In december 1939 vestigt hij zich als psychiater in Amsterdam.
De doorslag voor zijn besluit zich om te scholen naar de psychische gezondheidszorg is het opkomende nazisme, dat hij van dichtbij waarneemt op een reis door Duitsland en Oostenrijk. Het brengt hem tot het inzicht dat psychische hygiëne de hoogste maatschappelijke prioriteit verdient en dat hij daaraan als psychiater veel meer een bijdrage kan leveren. Reeds al jong psychiater neemt hij een onafhankelijke houding aan ten opzichte van de academische psychiatrie. Een bekende uitspraak van hem luidt: "In deze tijd moet de mensheid het van randfiguren hebben."
Geleidelijk aan ontwikkelt hij zijn eigen filosofie, psychologie en psychiatrie. Hij durft een eigen antwoord te geven op de theoretische en praktische vragen van zijn tijd, zonder zich daarbij te bekommeren om traditionele afgrenzingen van het ene vakgebied tegenover het andere. Hij is niet alleen randfiguur maar ook voortrekker.
Schuurman kan beschouwd worden als belangrijkste Nederlandse vertegenwoordiger van de humanistische psychologie en geneeskunde. Hij voelde zich het meest verwant met Roberto Assagioli.

## Zelfbezinning
In zijn boek, Perspectief der Ziel (1942), schroomt hij niet zijn eigen innerlijke kentering dienstbaar te maken aan zijn boodschap. Bij een aantal lezers en (oud-)cliënten ontlokt dat de vraag om daarover met hem van gedachten te kunnen wisselen. Zo ontstaat er een (eerste) gespreksgroep in zijn wachtkamer. Al spoedig is de wachtkamer te klein en voltrekt zich een splitsing in een aantal (kleine) gespreksgroepen, die regelmatig bijeen komen om vanuit Schuurmans gedachtegoed en methodiek met elkaar in gesprek te gaan. Centraal hierin staat het uitwisselen van "eigen ervaringen". In 1965 zijn er, verspreid over het land, circa 18 gespreksgroepen actief. Er komt een kerngroep van – door de grondlegger getrainde – gespreksleiders en er worden op gezette tijden lezingen en weekends georganiseerd. Een voortgaand proces dat in januari 1969 uitmondt in de oprichting van de stichting Centrum voor Zelfbezinning. Dit centrum is thans gevestigd op het terrein van de Internationale School voor Wijsbegeerte (ISVW) aan de Dodeweg te Leusden.

## Internationale School voor Wijsbegeerte
Dr. Schuurman leverde jarenlang een belangrijke inhoudelijke en bestuurlijke bijdrage aan de Internationale School voor Wijsbegeerte te Amersfoort. Hij was er veelvuldig actief en zeer geliefd als spreker tijdens tal van voordrachten en cursussen. Na vanaf 1956 curator te zijn geweest, was hij van 1961 tot 1970 voorzitter van het stichtingsbestuur. Door zijn bijzondere inzet, zowel persoonlijk als via zijn relaties, wist hij het instituut door de moeilijke financiële periode, voorafgaande aan de toenmalige structurele subsidiëring door het Rijk vanaf 1965, te loodsen.

## Invloed op het Apostolisch Genootschap
Vrij onbekend is dat Schuurman een grote invloed heeft gehad op het Apostolisch Genootschap. Uit onderzoek is gebleken dat verschillende werken van Schuurman jarenlang zonder enige bronvermelding zijn aangehaald door Lambertus Slok. Slok heeft het Apostolisch Genootschap in 1951 opgericht en was tot zijn dood in 1984 de centrale geestelijk verzorger van deze religieuze groepering. Slok gebruikte diverse aan Schuurman ontleende begrippen en ideeën. Ook nam hij soms, zeker in de laatste jaren van zijn leven, grote stukken tekst van Schuurman letterlijk over in eigen geschriften of toespraken. Slok citeerde Schuurman selectief; sommige aspecten uit het denken van Schuurman stonden op gespannen voet met Sloks eigen ideeën en die liet hij weg. Binnen het Apostolisch Genootschap was jarenlang vrijwel niemand van het plagiaat van Slok op de hoogte. Dit terwijl hij onder zijn bijna 30.000 volgelingen als een vernieuwend en gezaghebbend denker te boek stond. Pas zo'n twintig jaar na Sloks overlijden kwam er in het Apostolisch Genootschap aandacht voor de invloed van Schuurman. Eerst in een in beperkte kring verspreide notitie, later ook in algemeen toegankelijke publicaties.

## Trivia
- C.J. Schuurman verwierf later bekendheid als de eerste psychiater van Gerard Reve. De schrijver was van 1944 tot 1947 bij hem in behandeling. De volgende handgeschreven opdracht op het schutblad van een presentexemplaar van de eerste druk van De Avonden getuigt hiervan: "Voor dr. C.J. Schuurman, in dank voor onschatbare hulp. Van de schrijver, de eerste November 1947, te Amsterdam." Dit heeft geleid tot allerlei speculaties over de invloed die Schuurman zou hebben gehad op het ontluikende schrijverschap van de jonge Reve. In hoeverre dit het geval is geweest is niet bekend. Wel is bekend dat de schrijver hem tot dertig jaar na de therapie trouw presentexemplaren, vergezeld van de hartelijkste opdrachten, bleef sturen. In wezen wantrouwde Reve psychiaters, maar Schuurman vormde daarop een uitzondering, "omdat deze in hem de homo religiosus had herkend".[1]